# Phrygile charbonnier
Rhopospina carbonaria
Pour les articles homonymes, voir Phrygile.
Espèce
Statut de conservation UICN

 LC  : Préoccupation mineure
Le Phrygile charbonnier (Rhopospina carbonaria) est une espèce de passereaux appartenant à la famille des Thraupidae.

## Répartition
Cet oiseau niche à travers le centre de l'Argentine.